# Deutscher Schriftsteller-Verband
Der Deutsche Schriftsteller-Verband war eine Interessenvertretung von Autoren in Berlin von 1887 bis 1933.

## Geschichte

### Vorgängerverbände 1878–1886
Seit 1878 bestand der Allgemeine Deutsche Schriftsteller-Verband in Leipzig als größter Schriftstellerverband im Deutschen Reich. 1885 entstand außerdem der Deutsche Schriftsteller-Verein, unter der Leitung von Robert Schweichel und Joseph Kürschner.

### Entwicklung 1887–1918
Am 26. September 1887 schlossen sich beide zum Deutschen Schriftsteller-Verband in Dresden zusammen. Vorsitzender blieb Robert Schweichel, der sozialdemokratisch orientiert war, der Sitz wurde Berlin. Ziel war die Wahrung und Förderung der Interessen der Mitglieder sowie die finanzielle Unterstützung in Not und Armut durch eine Pensionskasse. Ein wichtiger Bestandteil war der Schutz der Urheberrechte der Werke der Mitglieder, sowie deren Interessenvertretung gegenüber Buchhändlern und Verlegern.
Die Auswahl war recht großzügig, Mitglied konnte fast jeder werden, der publizistisch tätig war, auch Gelegenheitsautoren und Journalisten. 1888 gab es 684 Mitglieder und 1890 750.
1891 spaltete sich die Deutsche Schriftsteller-Genossenschaft ab.
Um 1895 bekam der Deutsche Schriftsteller-Verband eine konservativere Ausrichtung. Bis etwa 1902 war er die größte Berufsvertretung von Autoren im Deutschen Reich. Ein wesentlicher Bestandteil waren gemeinsame Zusammenkünfte, möglichst im repräsentativen Rahmen. In den folgenden Jahren nahm die Attraktivität ab. 1908 gab es noch etwa 400 Mitglieder.

### Veränderungen 1919–1934
Anfang der 1920er Jahre lagen die Mitgliederzahlen bei etwa 200. Die Ausrichtung wurde stärker völkisch-nationalistisch. 1930 gab es über 900 Mitglieder.
1934 löste sich der Deutsche Schriftsteller-Verband auf und ging in den Reichsverband Deutscher Schriftsteller über.

## Persönlichkeiten
Vorstandsvorsitzende
(die Zeitangaben können um ein Jahr ungenau sein)
- Robert Schweichel, 1887–1890, danach Ehrenpräsident
- Adolf Streckfuß, 1891[8]
- Ernst von Wildenbruch, 1892
- Julius Wolff, 1894, 1895[9]
- Gerhard von Amyntor  (Dagobert von Gerhardt), 1896
- Otto von Leixner, 1899[10]
- Georg Reicke, 1904
- Paul Liman, 1905–1911
- Victor Blüthgen, 1916, auch im Deutschen Schriftstellerverein[11]
- Otto Everling, 1928
- Paul Lindenberg, 1929[12]

Weitere Vorstandsmitglieder
- Otto Wenzel, 1888, 1891
- Richard Redlich, 1899

Weitere Mitglieder
- Wilhelm Wendtlandt, um 1890–1934
- Ernst von Wolzogen
- Eugen Diederichs